# Minutoplia villiersi
Minutoplia villiersi är en skalbaggsart som beskrevs av Marc Lacroix 1998. Minutoplia villiersi ingår i släktet Minutoplia och familjen Melolonthidae. Inga underarter finns listade i Catalogue of Life.